# Bob Welch (musicien)
Pour les articles homonymes, voir Bob Welch et Welch.
Robert Lawrence Welch Jr. dit Bob Welch, né le 31 août 1945 à Los Angeles et mort le 7 juin 2012, est un guitariste-chanteur américain. Il a joué avec Fleetwood Mac de 1971 à 1974, puis a formé le trio Paris avec l'ex-Jethro Tull Glenn Cornick, qui a produit deux albums en 1976 avant de se séparer. Il a eu une carrière solo réussie à la fin des années 1970. Ses singles comprenaient "Hot Love, Cold World", "Ebony Eyes", "Precious Love", "Hypnotized" et sa chanson phare, "Sentimental Lady", qu'il a d'abord enregistré avec Fleetwood Mac puis en solo.

## Biographie
Welch fait ses débuts avec les groupes The Seven Souls et Head West avant de rejoindre Fleetwood Mac durant l'été 1971. Durant les trois années qui suivent, il participe à cinq albums avec Fleetwood Mac à la guitare solo et au chant, composant également de nombreuses chansons. C'est lui qui convainc les autres membres de quitter l'Angleterre pour s'installer à Los Angeles afin de percer sur le marché américain. L'idée se révèle bonne, mais sans Bob Welch : épuisé par les tournées et les querelles incessantes (le groupe connaît quatre formations différentes durant son passage), il décide de quitter Fleetwood Mac en décembre 1974. Lorsque le groupe fait son entrée dans le Rock and Roll Hall of Fame en 1998, Welch n'est pas invité à la cérémonie et son nom ne figure pas dans la liste des membres du Hall of Fame.
Après son départ de Fleetwood Mac, Welch forme le power trio Paris avec le bassiste Glenn Cornick (ex-Jethro Tull), et le batteur Thom Mooney (ex-Nazz) auquel succédera Hunt Sales (ex- Todd Rundgren, Ray Manzarek, Iggy Pop & James Williamson et futur Tin Machine), puis se lance dans une carrière solo en 1977. Son plus gros succès est le single Sentimental Lady (enregistré à l'origine avec Fleetwood Mac), sorti la même année, qui se classe 8e du Billboard Hot 100. Il sort plusieurs albums solo jusqu'au milieu des années 1980, avec de moins en moins de succès, puis devient accro à l'héroïne. Une fois libéré de ses problèmes de drogue, il s'installe à Nashville et choisit de se consacrer davantage à l'écriture. Il sort à nouveau quelques disques dans les années 2000 : un album de jazz, et deux albums de reprises d'anciennes chansons de Fleetwood Mac.

## Décès
Le 7 juin 2012, à l'âge de 66 ans, Welch s'est suicidé dans son domicile à Nashville vers 6 heures du matin. Son épouse, Wendy, l'a retrouvé, blessé par balle à la poitrine. Une note de suicide de neuf pages et une lettre d'amour lui ont été écrites. Selon elle, Welch avait subi une opération à la colonne vertébrale trois mois plus tôt, mais les médecins lui avaient dit qu'il ne récupérerait pas complètement. Il avait mal et il ne voulait pas que sa femme prenne soin d'un invalide. En outre, elle pensait que le médicament antidouleur prégabaline (Lyrica) qu'il prenait depuis six semaines, pouvait avoir contribué à sa mort. De son côté, Wendy avait une maladie pulmonaire obstructive chronique (MPOC) et une maladie cardiaque. Elle est morte le 28 novembre 2016, elle aussi âgée de 66 ans. 

## Discographie
Avec Head West
- - 1970 : Head West

Avec Fleetwood Mac
- - 1971 : Future Games
  - 1972 : Bare Trees
  - 1973 : Penguin
  - 1973 : Mystery to Me
  - 1974 : Heroes Are Hard to Find

Avec Paris
- - 1976 : Paris
  - 1976 : Big Towne 2061

Solo
- - 1977 : French Kiss (en) (disque platine aux États-Unis)
  - 1979 : Three Hearts (disque d'or aux États-Unis)
  - 1979 : The Other One
  - 1980 : Man Overboard
  - 1981 : Bob Welch
  - 1983 : Eye Contact
  - 1991 : The Best of Bob Welch
  - 1994 : Greatest Hits
  - 1999 : Bob Welch Looks at Bop
  - 2003 : His Fleetwood Mac Years & Beyond
  - 2004 : Live at The Roxy
  - 2006 : His Fleetwood Mac Years and Beyond, Vol. 2
  - 2008 : Greatest Hits & More
  - 2011 ; Sings the Best Songs Ever Written
  - 2011 : Live in Japan